# 高知県道385号香北野市線
高知県道385号香北野市線（こうちけんどう385ごう かほくのいちせん）は、高知県香美市から香南市に至る一般県道である。

## 概要
香美市香北町太郎丸から香南市野市町大谷に至る。
香美市土佐山田町逆川（さかかわ）の龍河洞入口から南の区間は、当初私設の有料道路（一般自動車道）である龍河洞スカイラインとして開通した。同道は1997年（平成9年）4月1日をもって無料開放の上高知県に譲渡され、これに龍河洞以北の香美郡香北町・同郡土佐山田町の両町道区間を併せて本路線が制定された。

### 路線データ
- 起点：高知県香美市香北町太郎丸（国道195号交点）
- 終点：高知県香南市野市町大谷（高知県道22号龍河洞公園線交点）

## 路線状況
龍河洞入口から南（香南市方面）の旧有料区間は、急カーブやアップダウンこそ多いものの片側1車線の比較的整備された道である。ただし、それより北（香北方面）の旧町道区間は、離合困難な箇所の多い未整備道で、がけ崩れの発生などにより区間通行止となる場合もあり得る。市販の道路地図やカーナビ内蔵の地図などでは、龍河洞以北も整備済みのように表現したものが見られるため、留意が必要である。

## 地理

### 通過する自治体
- 高知県
  - 香美市 - 香南市

### 交差する道路
| 交差する道路                    | 市町村名 | 交差する場所               | 交差する場所 |
| ------------------------------- | -------- | -------------------------- | ------------ |
| 国道195号                       | 香美市   | 香北町太郎丸               | 起点         |
| 高知県道22号龍河洞公園線 / 別線 | 香美市   | 土佐山田町逆川（さかかわ） |              |
| 高知県道22号龍河洞公園線        | 香南市   | 野市町大谷                 | 終点         |

### 沿線
- 物部川
- 龍河洞
- 香南市立野市中学校
- 四国自動車博物館